# Русский Путь (перевал)
Русский Путь (укр. Руська Путь, Руський Шлях) — перевал в Восточных Карпатах через Верховинский Вододельный хребет на границе Закарпатской и Львовской областей Украины недалеко от вершины Великий Верх (1309 м). Высота 1190 (1217) м. Через перевал проходит пешеходная тропа, соединяющая сёла Буковец и Либохора.
После Первой мировой войны через перевал прошла чехословацко-польская граница. После аннексии Венгрией территории нынешнего Закарпатья (тогдашней Подкарпатской Руси) здесь прошла венгерско-польская граница. С сентября 1939 года до июня 1941 перевал стал венгерско-советской границей. После присоединения Закарпатья к Советскому Союзу перевал стал снова лишь административной границей Львовской и Закарпатской областей.
Перевал в Первую мировую войну использовала русская армия для обхода укреплений противника в ходе Брусиловского прорыва, а в 1944 году во время Великой Отечественной его захват сыграл большую роль для 1-й гвардейской армии в составе 4-го Украинского фронта для обхода линии Арпада, на протяжении восемнадцати дней штурмовавшей этот участок без поддержки артиллерии, поскольку орудийные тракторы и колёсные тягачи не могли одолеть местные скальные подъёмы. Об этих событиях напоминает большой металлический крест, стоящий на перевале.

## Топографические карты
- Лист карты M-34-118 Турьи Реметы. Масштаб: 1 : 100 000. Состояние местности на 1990 год. Издание 1991 г.
- Лист карты M-34-105 Стакчин. Масштаб: 1 : 100 000. Издание 1977 г. (смотри также перевал Русское-Седло на линии Керзона)